# Karol z Lotaryngii
Karol z Lotaryngii (ur. 953 w Laon, zm. 993 w Orleanie) – książę Dolnej Lotaryngii od 977 roku. Był synem króla Franków Zachodnich Ludwika IV Zamorskiego i jego żony Gerbergi, córki Henryka I Ptasznika, króla Niemiec; młodszym bratem króla Lotara.